# Mandzsúriai vadrizs
Zizania latifolia, mandzsúriai vadrizsként is ismert  (Kínaiul: gü (菰, gū)), az Ázsiában őshonos Zizania vadrizs nemzetség egyetlen tagja. Tápláléknövényként használják.
A növény szára és a termése is ehető. A vadon gyűjtött mandzsúriai vadrizs fontos gabonaféle volt az ókori Kínában. :165 Mint egy vizes élőhelyi növény, a mandzsúriai vadrizs ma már nagyon ritka a vadonban, és magvának használata teljesen eltűnt Ázsiában, bár továbbra is a száráért termesztik. :165 Korábbi népszerűségének mércéje, hogy a Jiang vezetéknév (Kínaiul: 蒋 ), az egyik leggyakoribb Kínában, ennek a növénynek a nevéből származik.

## Termesztés és felhasználás

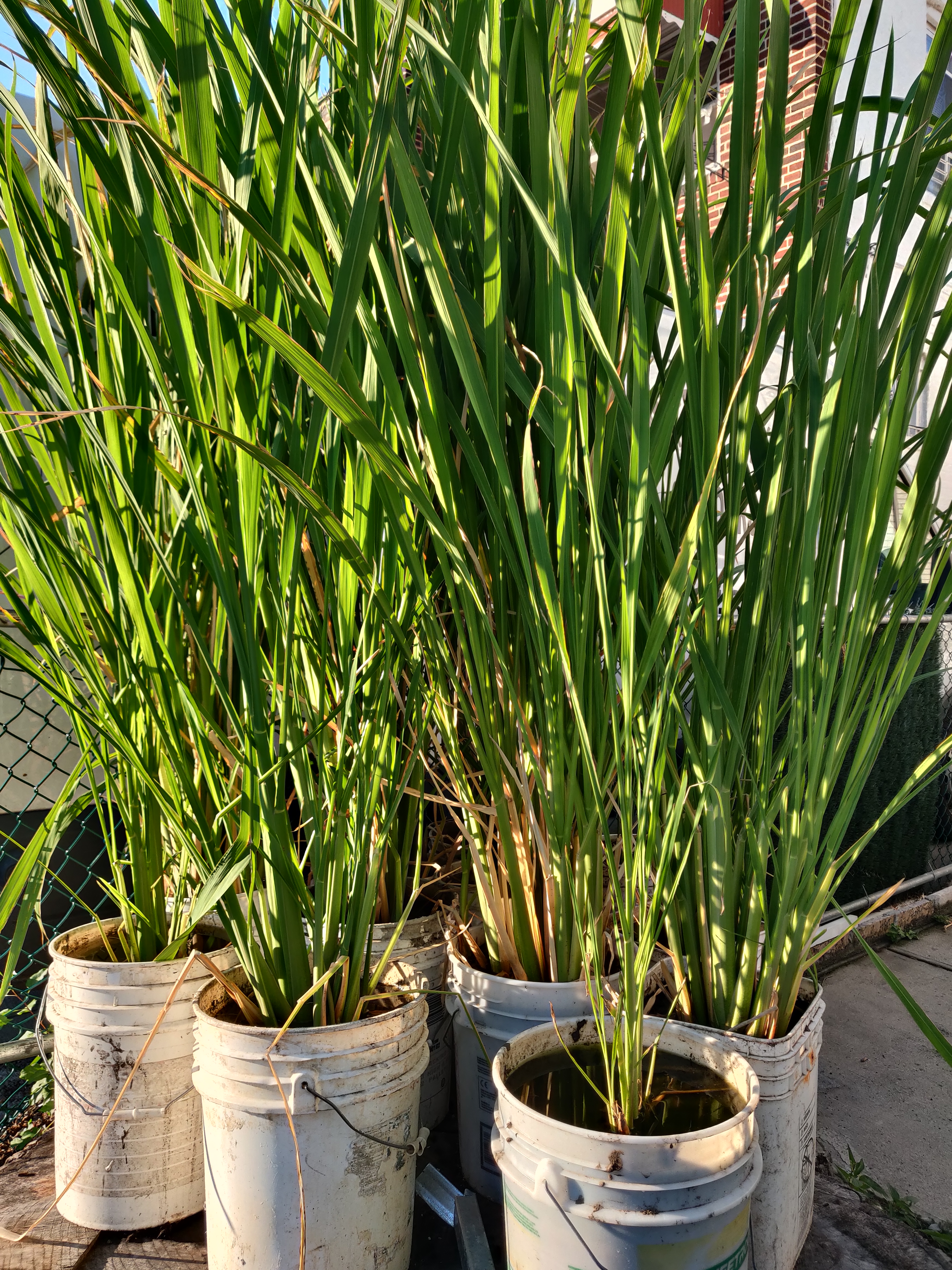
Zizania latifolia termesztésben Flushingban, NY

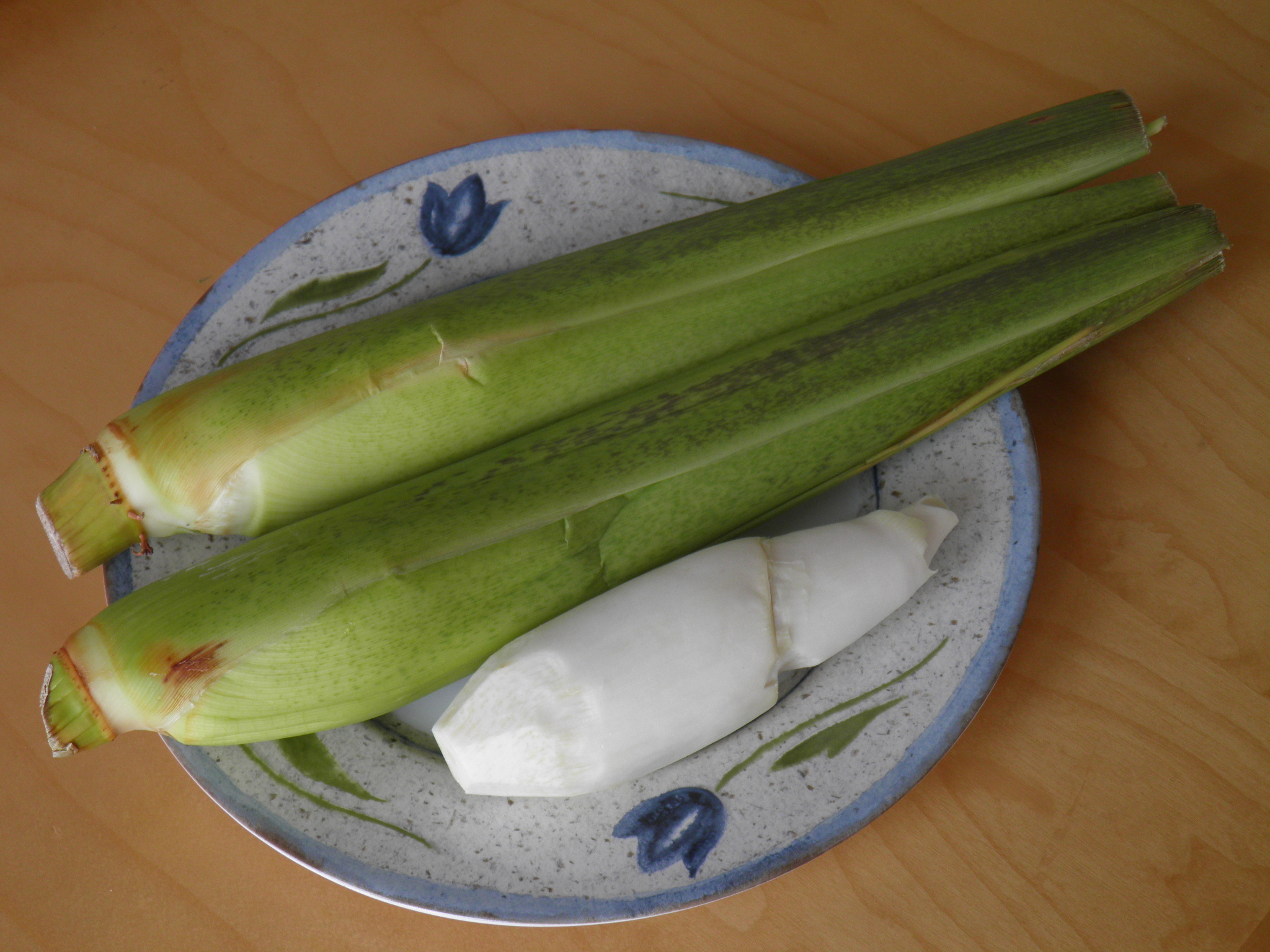
Zizania latifolia szárak hámozva (fehér) és hámozatlanul (zöld).

A Zizania latifoliát mezőgazdasági növényként termesztik Ázsiában. A termés sikere az Ustilago esculenta üszöggombától függ.
A füvet nem a gabonája miatt termesztik, mint a többi vadon élő rizsfajt, hanem a szárakért, amelyek lédús gubaccsá duzzadnak, ha megfertőződnek az üszöggombával.
Amikor a gomba megtámadja a gazdanövényt, hipertrófiát okoz; sejtjei gyarapodnak méretben és számban is. Az U. esculenta fertőzés megakadályozza a növény virágzását és magválását, így a növény ivartalanul, rizómával szaporodik.
Az új hajtásokat a környezetben lévő spórák fertőzik meg, ami általában egy rizsföldön van.
A növény felduzzadt szárát (csiāobái (茭白, jiāobái) néven ismert zöldségként takarítják be Kínában. Japánul makomotake néven ismert. A szár üszögös része 3–4 centiméter (1,2–1,6 in) széles és legfeljebb 20 centiméter (10 in) hosszú.
Ezt a zöldséget legalább 400 éve termesztik. Íze és lágy állaga miatt népszerű, nyersen vagy főzve fogyasztják. Íze a friss bambuszrügyekre emlékeztet. Keverve pirítva ropogós marad.
A fő betakarítási időszak szeptember és november között van. Ázsia egyes részein ebben az időszakban tájfun szezon van, és ekkor sok más zöldség nem kapható. Emiatt vonzóbbá válik a termék a fogyasztók számára.

## Invazív fajként besorolás
Új-Zélandon véletlenül került a vadonba, és ott invazív fajnak számít. A növényt betelepítették Hawaiira is. Az észak-amerikai vadon élő rizsfajok gomba elleni védelme érdekében tilos a szárak behozatala az Egyesült Államokba.

## Fordítás
- Ez a szócikk részben vagy egészben  a   Zizania latifolia című angol Wikipédia-szócikk ezen változatának fordításán alapul.  Az eredeti cikk szerkesztőit annak laptörténete sorolja fel. Ez a jelzés csupán a megfogalmazás eredetét és a szerzői jogokat jelzi, nem szolgál a cikkben szereplő információk forrásmegjelöléseként.